# Sony Pictures Television
 (транскр.  Сони пикчерс телевижон инк.) је амерички телевизијско-продукцијски и дистрибутерски студио основан 2002. као наследник студија Columbia TriStar Television, TriStar Television, Columbia Pictures Television, Screen Gems и Pioneer Telefilms. Са седиштем у Калвер Ситију, представља одсек предузећа Sony Pictures Entertainment у власништву предузећа Sony Entertainment и јединицу јапанског конгломерата Sony.